# جسر جندرة
يُعد جسر جندرة أو «جسر روما التاريخي» من أهم وأقدم الجسور في العالم، والذي لا يزال يُستخدم حتى اليوم. يقع الجسر في المنطقة القديمة «أسكي قلعة» بمدينة أديامان جنوب شرق الأناضول. ويبعد الجسر عن المدينة ما يقارب 55 كيلومتر.